# Rhipsideigma raffrayi
Rhipsideigma raffrayi är en skalbaggsart som först beskrevs av Leon Fairmaire 1885.  Rhipsideigma raffrayi ingår i släktet Rhipsideigma och familjen Cupedidae. Inga underarter finns listade i Catalogue of Life.